# Appianoporites
Appianoporites — рід грибів. Назва вперше опублікована 2004 року.

## Класифікація
До роду Appianoporites відносять 1 вид:
- Appianoporites vancouverensis